# Błędne ogniki

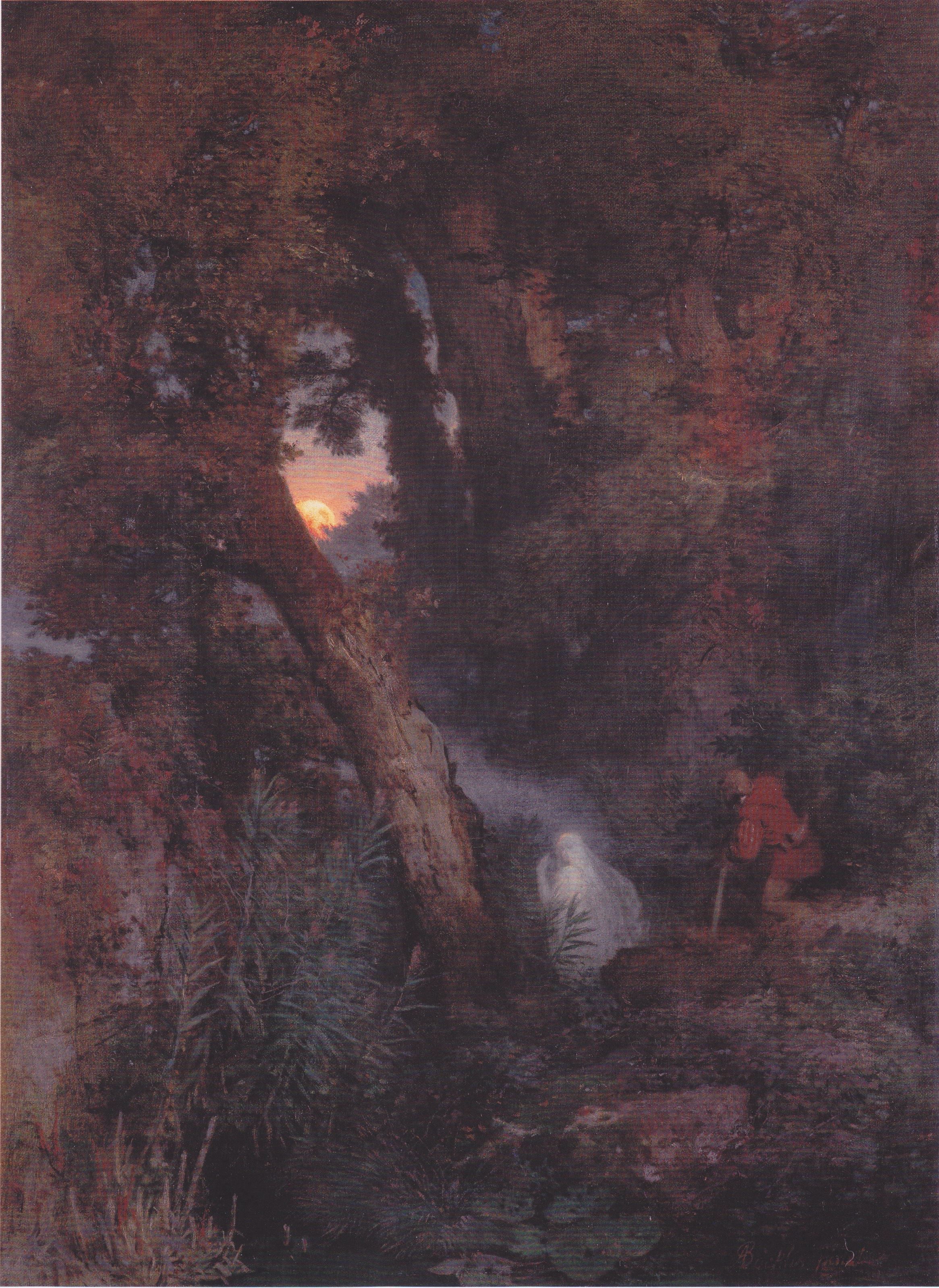
Błędny ognik na obrazie Arnolda Böcklina (1882)

Błędne ogniki – zjawisko dostrzegalne nocami nad bagnami, mokradłami i torfowiskami, mające postać niewielkich światełek unoszących się ponad powierzchnią. Od wieków wiązane w wielu kulturach świata ze sferą zjawisk nadprzyrodzonych i światem duchów (łac. ignis fatuus, ang. will-o'-the-wisp etc.).
W rzeczywistości zjawisko błędnych ogników związane jest z samozapłonem gazów (głównie metanu) zawierających samozapalny fosforowodór, wydobywających się z gnijących szczątków roślin i zwierząt, lub też ze zjawiskiem bioluminescencji występującym u owadów z rodziny świetlikowatych.

## W kulturze
U Słowian w zależności od regionu określane były mianem ogników, świetlików bagiennych, świczków itp. Uważano je za pokutujące po śmierci dusze ludzi niegodziwych, zwłaszcza oszukańczych geometrów i niesprawiedliwych właścicieli ziemskich. Zazwyczaj uważano je za nieprzychylne ludziom, mogące wywieść wędrowców na manowce. Niekiedy błędne ognie wiązano także z ukrytymi w ziemi skarbami – w tym wypadku miałyby być światłami z latarni krasnoludków.